# وولکا ملنتسکا
وولکا ملنتسکا (به لاتین: Wólka Mlęcka) یک روستا در لهستان است که در گمینا دوبره (استان ماسوویان) واقع شده‌است. وولکا ملنتسکا ۱۱۰ نفر جمعیت دارد.